# مل تاوفر
مل تاوفر (انگلیسی: Mel Taufer؛ زادهٔ ۸ فوریهٔ ۱۹۹۸) بازیکن فوتبال است.
وی همچنین در تیم‌های ملی فوتبال زیر ۱۶ سال ایتالیا و زیر ۱۷ سال ایتالیا بازی کرده‌است.